# Große Halle
Die Große Halle (auch Ruhmeshalle oder Halle des Volkes) war ein Architekturprojekt Adolf Hitlers und des Generalbauinspektors für die Reichshauptstadt Albert Speer, bei dem sie gigantomanische architektonische Konzepte für den Umbau Berlins nach römischem Vorbild zur „Welthauptstadt Germania“ entwickelten. Der Innenraum der Halle war als „Kultraum“ und Kongresshalle gedacht und sollte zwischen 150.000 und 180.000 Besuchern Platz bieten. Darin sollten Veranstaltungen stattfinden, darüber hinaus sollte die Halle die Macht des Großdeutschen Reiches demonstrieren.

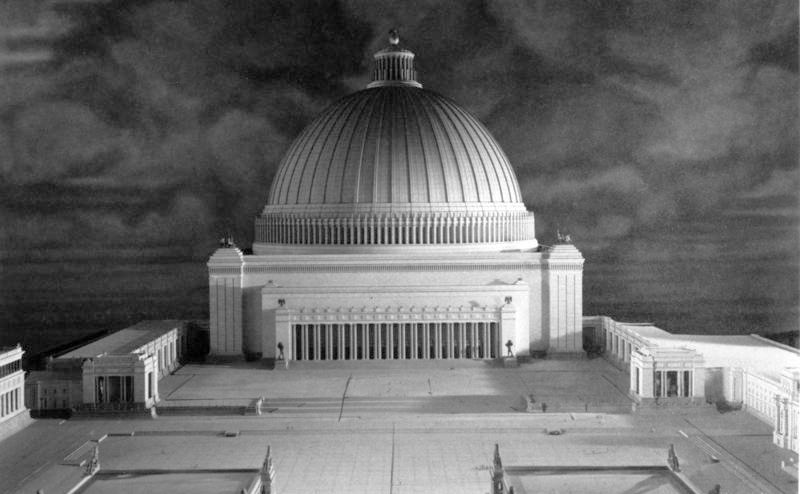
Die Große Halle mit dem Vorplatz, Ansicht von Süden. Gipsmodell aus dem Jahr 1939.

## Planungen

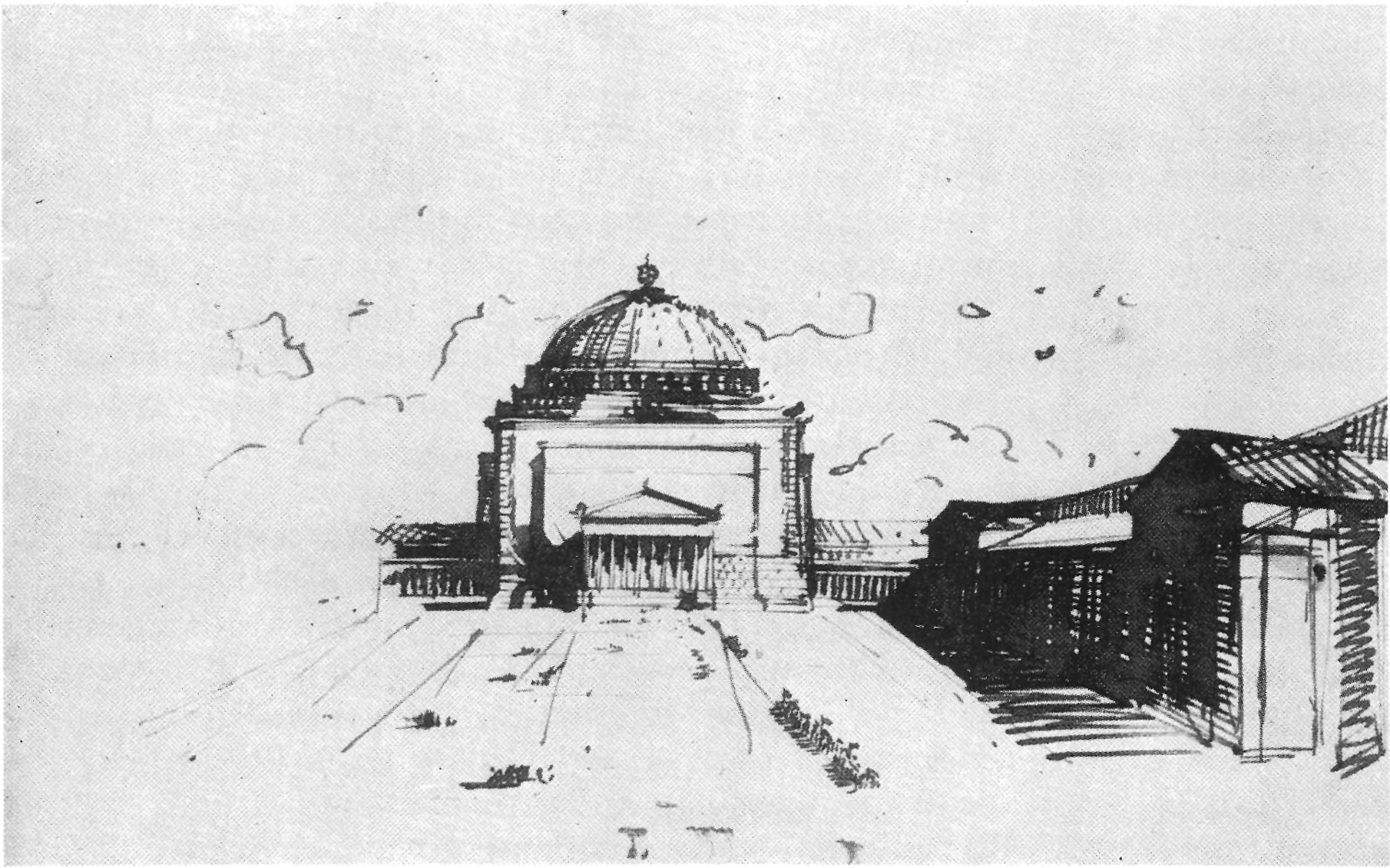
Hitlers Entwurfsskizze, 1925

Überlagerungszeichnung der Großen Halle auf dem Spreebogen zwischen dem heutigen Hauptbahnhof links oben und Reichstagsgebäude rechts unten

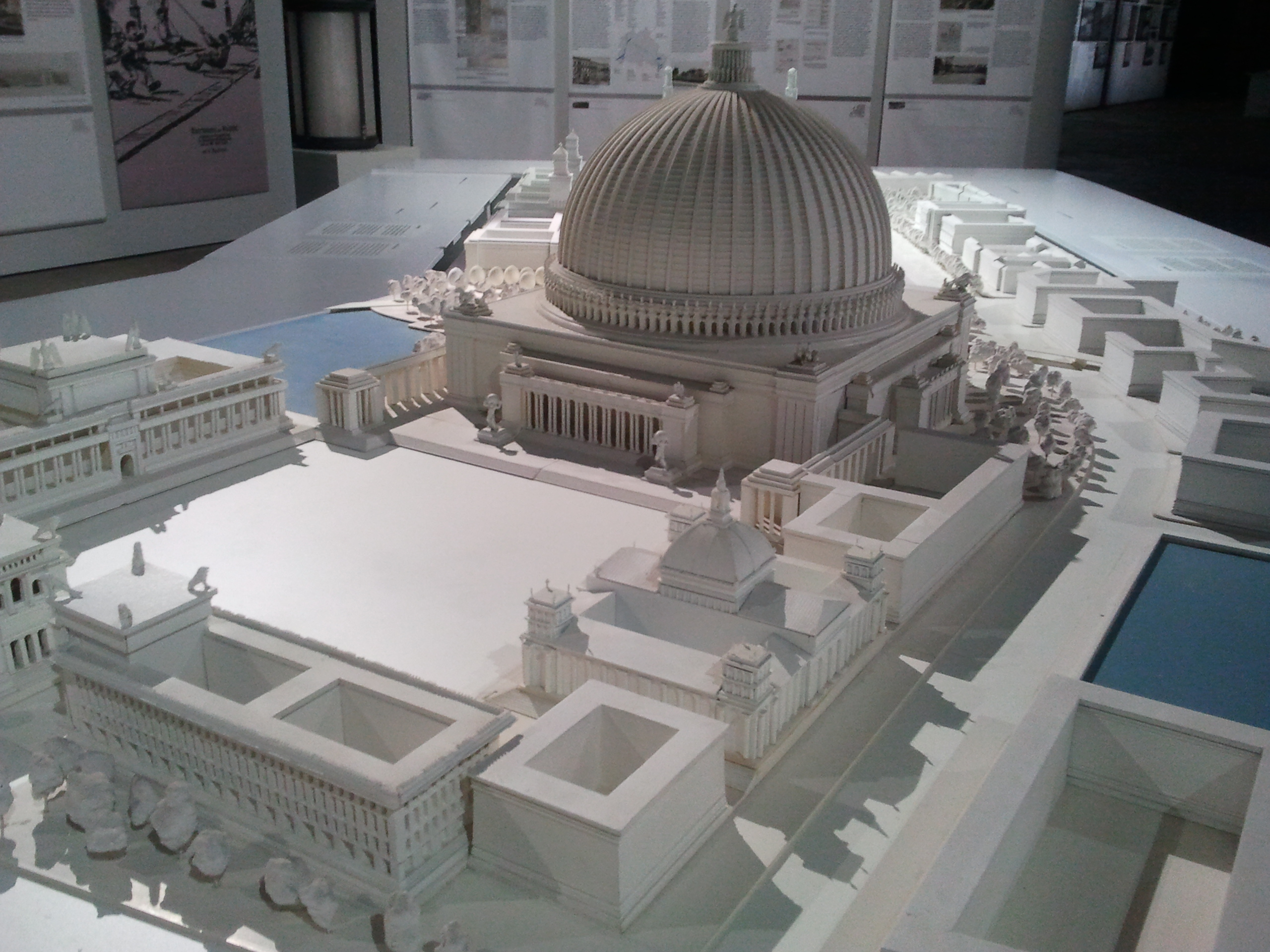
Die Kuppelhalle mit dem großen Platz, der Reichskanzlei (links) und dem Reichstagsgebäude (rechts); Filmmodell aus den Jahren 2004/2005, die Proportionen entsprechen nicht dem tatsächlichen Endstand der Planung (s. o.)

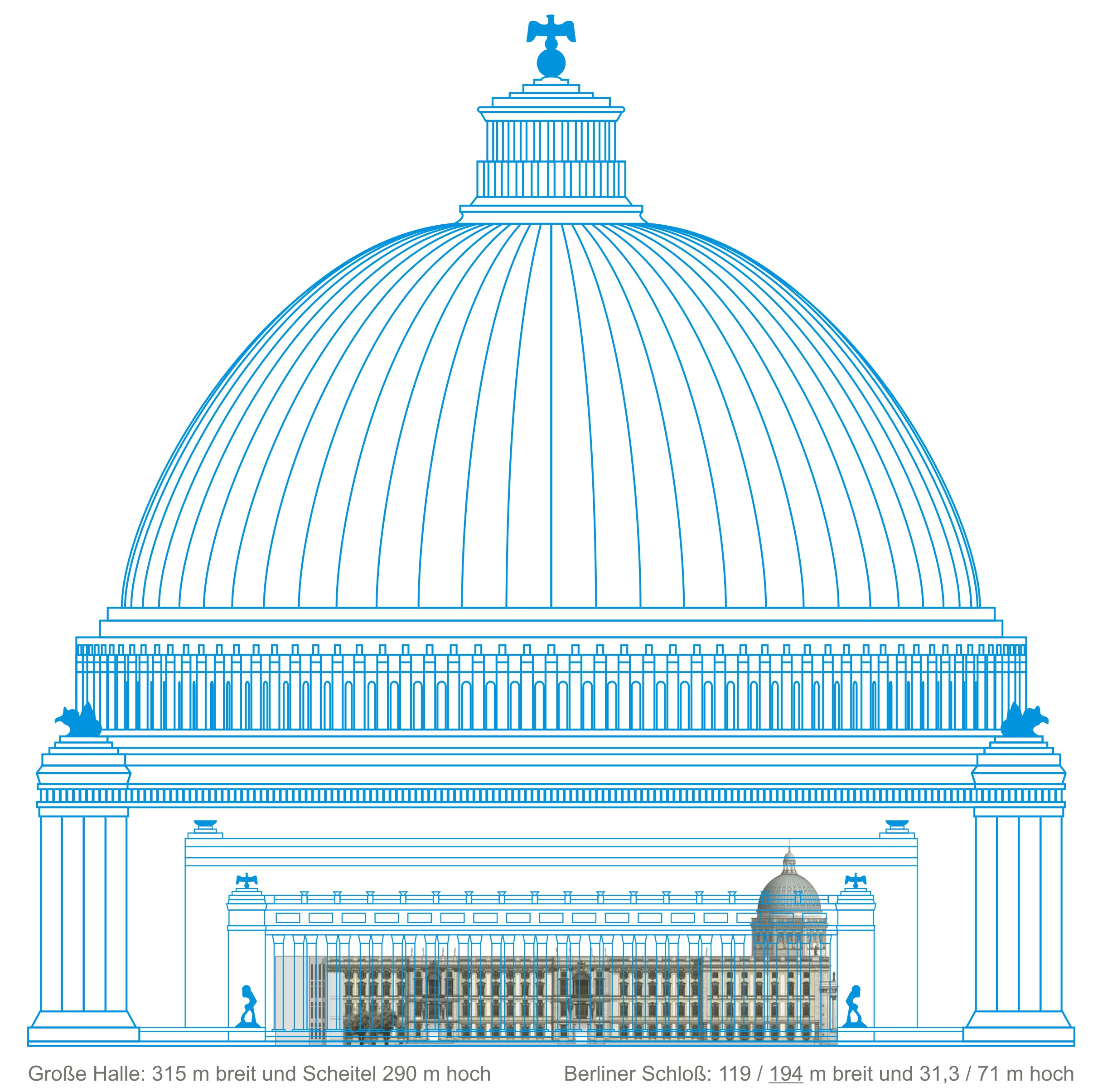
Größenvergleich: Große Halle zum Berliner Schloss

Die Halle sollte als wichtigstes Gebäude der Planungen am nördlichen Ende der Nord-Süd-Achse im Berliner Spreebogen liegen. Dafür hätte der Flusslauf leicht verändert werden müssen. Bereits 1925 fertigte Hitler eine erste Entwurfsskizze an. Nachdem ab 1937 Speer den Auftrag zur Umgestaltung Berlins erhalten hatte, gab es noch einige Änderungen.
Hitler kalkulierte die Baukosten auf rund eine Milliarde Reichsmark (kaufkraftbereinigt in heutiger Währung: rund 5,2 Milliarden Euro), die er vorwiegend aus Einnahmen touristischer Eintrittsgelder finanzieren wollte. Die Fertigstellung der Halle war, ebenso wie die fast aller anderen Bauten in Germania, für das Jahr 1950 vorgesehen. Der Abriss des Alsenviertels und die Umleitung der Spree wurden 1939–1941 bereits begonnen.
Es ist davon auszugehen, dass die weiteren Entwürfe auch vom Pantheon in Rom beeinflusst wurden, das Hitler am 7. Mai 1938 privat besuchte. So besitzt dieses Gebäude zum Beispiel ein Opaion, das zu Beginn der Planungen auch für die Große Halle vorgesehen war.

## Durchführung

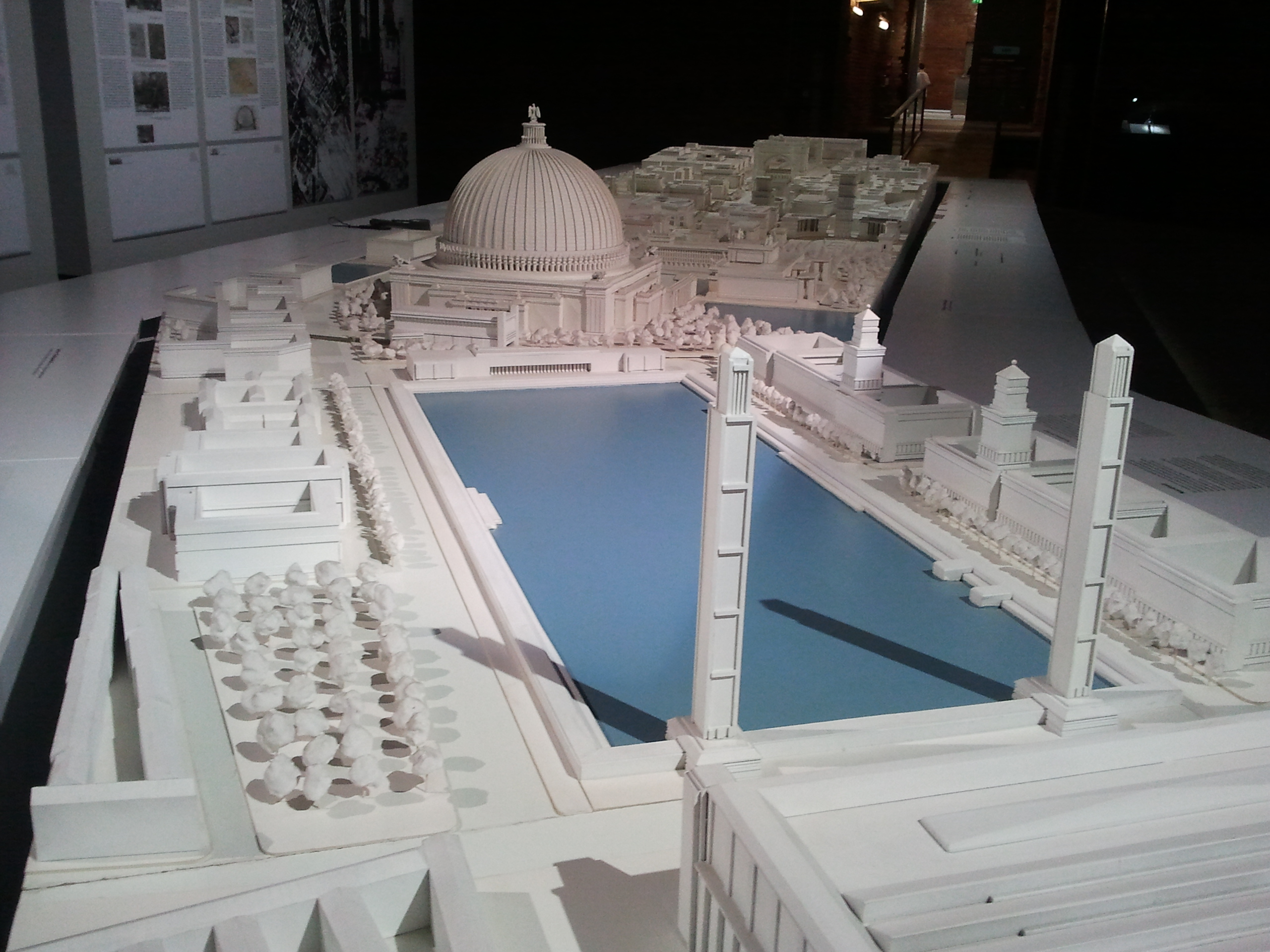
Ansicht von Nordost: Die Kuppelhalle mit dem großen Becken und dem Nordbahnhof am Ende der Nord-Süd-Achse (Filmmodell)

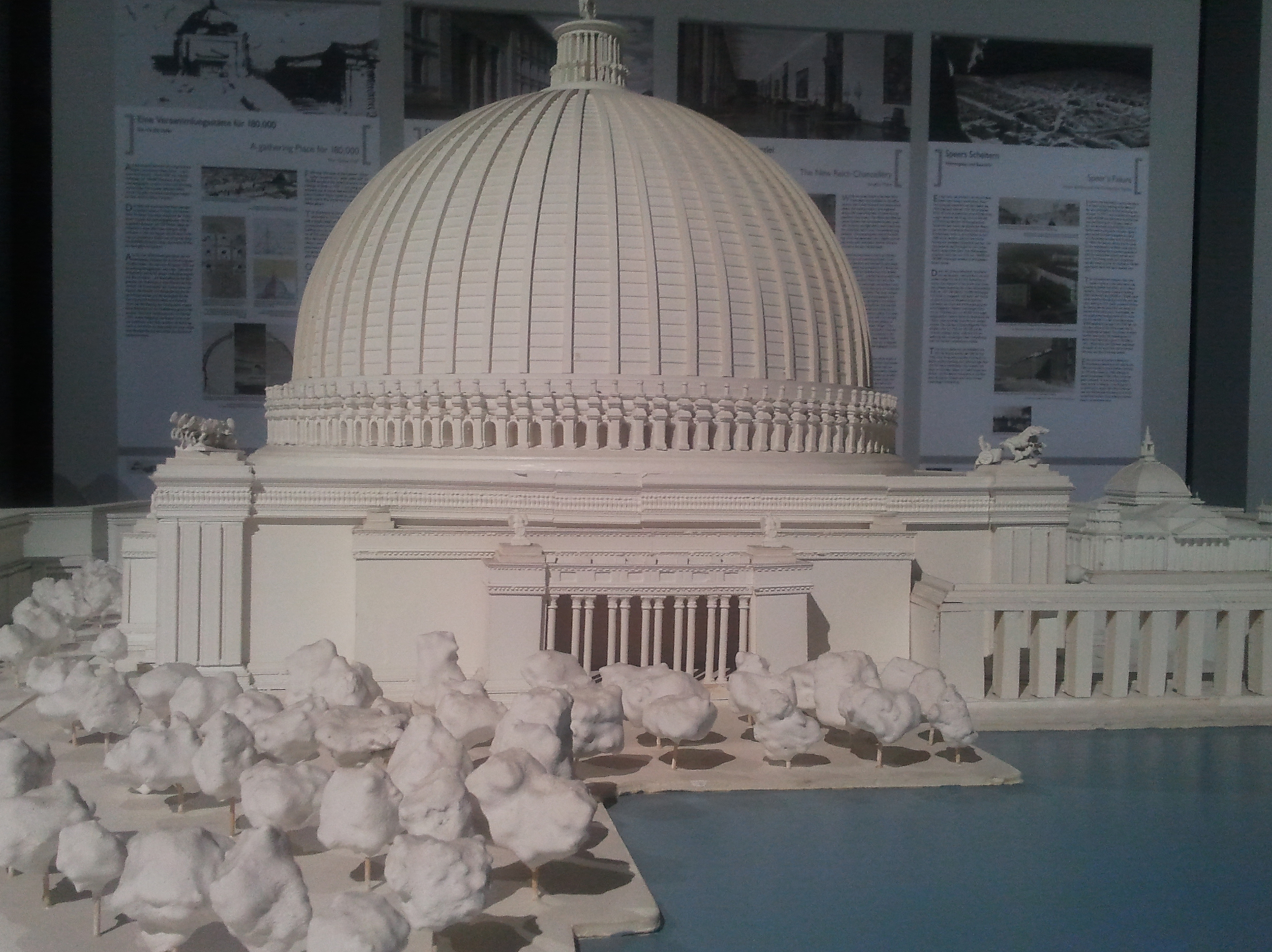
Die Große Halle an bzw. über der Spree, Ansicht von Westen (Filmmodell)

Hitler verlieh Speer den eigens geschaffenen Titel des „Generalbauinspektors für die Reichshauptstadt“ (GBI) und unterstellte ihm eine Behörde, die auch die Abkürzung GBI als Bezeichnung trug. Speer führte dann mit der GBI den Umbau von Berlin zwischen 1937 und 1943 in Teilen durch. Auch der Generalbauinspektor und seine Behörde begannen schon ab 1939, auf ausländische Zwangsarbeiter zurückzugreifen. Entsprechend einer Planung des GBI von 1940 sollte der Einsatz der Zwangsarbeiter und Kriegsgefangenen nach dem Krieg auf über 180.000 Personen ansteigen. Der GBI war an Planung, Genehmigung und Bau der rund 1.000 heute bekannten Zwangsarbeiterlager in und um Berlin – ihre tatsächliche Zahl wird mittlerweile auf über 3.000 geschätzt – maßgeblich beteiligt und betrieb zahlreiche davon in eigener Regie. Eines der Lager befand sich beispielsweise an der Staakener Feldstraße und sollte dem Bau der Großen Halle dienen. Im Westen von Spandau, auf dem Gelände des heutigen Evangelischen Waldkrankenhauses Spandau, wurde 1939 mit dem Bau einer „Arbeiterstadt ‚Große Halle‘“ für 8.000 Bauarbeiter begonnen, der Bau wurde 1942 eingestellt. Einige erhaltene Gebäude stehen unter Denkmalschutz und sind heute auf dem Klinikgelände zu sehen.
Allein für die Abrissarbeiten für ein Projekt wie das der Großen Halle wäre zur damaligen Zeit noch ein enormer Personalaufwand nötig gewesen und Gleiches hätte auch für die geplanten Bauarbeiten an diesem Großprojekt gegolten. 1937 wurde ein Gesetz erlassen, das eine Enteignung zur Neugestaltung deutscher Städte ermöglichte (Gesetz über die Neugestaltung deutscher Städte vom 4. Oktober 1937, Reichsgesetzblatt I, S. 1054–1055). Dieses Gesetz befasste sich zunächst nur mit den wichtigsten Städten München, Nürnberg, Berlin, Hamburg und Linz, wurde aber bald auf alle Gauhauptstädte ausgedehnt. Auf dieser Grundlage ging der Generalbauinspektor 1938 daran, im Spreebogen und in Tempelhof Gebäude abzureißen, trotz eines großen Bedarfs an Wohnungen in Berlin von mehr als 100.000 Einheiten. Mit den Abrissen sollte Platz geschaffen werden, unter anderem für die Große Halle. Der Plan des GBI von 1941 sah auch vor, in Berlin insgesamt 52.144 Wohnungen für die gesamte Neugestaltung abzureißen. Im Zuge der Gesamtplanung Germania sollten allerdings bis 1950 in Berlin insgesamt 650.000 Wohnungen neu gebaut werden. Nach dem Beginn des Zweiten Weltkriegs im Jahr 1939 verfügte Speer einen generellen Stopp des Wohnungsabrisses.

## Architektur

### Äußere Erscheinung
Der Entwurf für die äußere Gestalt der Großen Halle folgte ganz der nationalsozialistischen Architektur und der Stadtplanung in der NS-Zeit, als deutsche Ausgestaltung des in dieser Zeit verbreiteten Stils des Neoklassizismus.
Das Gebäude sollte aus Granit und Marmor errichtet werden und aus einem quadratischen 315 m × 315 m breiten und 74 m hohen Unterbau sowie einer sich darüber erhebenden Kuppel bestehen. Diese sollte 98 m über dem Erdboden ansetzen und einen Grunddurchmesser von 250 m haben. Mit dem 17-fachen Volumen des Petersdoms in Rom wäre sie die mit Abstand größte Kuppel der Welt geworden. Der die Kuppel tragende Hauptkörper wies an den Ecken jeweils einen Eckturm mit Quadriga auf.
In ihrem 290 m hohen Scheitelpunkt sollte sich den ersten Entwürfen nach eine 46 m weite Lichtöffnung befinden. Diese Pläne wurden aber verworfen. Stattdessen entschied man sich für eine – von mehreren Säulen getragene – zylinderförmige Dachlaterne als Abschluss des Baus, auf dessen Spitze in 320 m Höhe über Berlin das Reichssymbol thronen sollte: ein riesiger Adler, der ein – in einen Lorbeerkranz eingefasstes – Hakenkreuz in den Fängen hält. Zur Mitte des Jahres 1939 verfügte Hitler allerdings, dass der Greifvogel die Weltkugel umfassen sollte.
Der Säulenvorbau des Eingangsbereiches bestand aus 17 Doppelsäulen von 30 m Höhe und einem Durchmesser von je drei Metern aus rosafarbenem schwedischem Granit und bronzenen Kapitellen und wäre von zwei Plastiken gesäumt worden. Zum einen eine Atlas-Figur mit der Weltkugel, zum anderen Tellus, die das Himmelsgewölbe trägt. Diese 15 m hohen Figuren wären von Arno Breker gefertigt worden. Der Säulenvorbau hätte links und rechts jeweils eine Adlerfigur erhalten.
8000 Arbeiter und Ingenieure hätten permanent an dem Gebäude gearbeitet. Die Fertigstellung war für 1950 vorgesehen.

### Innenraum
Die geplante Große Halle besaß nur einen einzigen riesigen Innenraum mit einer Grundfläche von etwa 38.000 m². Albert Speer stellte im Laufe seiner Planung fest, dass das gegenseitige „Spiel“ zwischen „Führer“ und „Volksgemeinschaft“ in einem solchen Vakuum nicht funktionieren könnte. Der Innenraum hätte seiner Meinung nach sehr einfach gestaltet werden müssen. Er beschrieb ihn später so:

„Um eine Kreisfläche von hundertvierzig Metern Durchmesser stiegen in drei Rängen Tribünen zu einer Höhe von dreißig Metern an, die sich kreisförmig um die Innenfläche erhoben. Ein Kranz von hundert rechteckigen Pfeilern aus Marmor, die mit vierundzwanzig Metern Höhe fast noch menschliches Maß besaßen, wurde dem Eingang gegenüber durch eine fünfzig Meter hohe und achtundzwanzig Meter breite Nische unterbrochen, deren Grund mit Goldmosaik ausgekleidet werden sollte. Vor ihr stand als einziger bildlicher Schmuck auf einem marmornen Sockel von vierzehn Metern Höhe ein vergoldeter Reichsadler mit dem eichenlaubumkränzten Hakenkreuz in den Fängen. Unter diesem Schrein befand sich das Rednerpult des „Führers“, aber dieses verschwand geradezu im gigantischen Raum. […] Ich versuchte diesen Platz architektonisch hervorzuheben, aber hier zeigte sich der Nachteil der maßlos gewordenen Architektur. Hitler verschwand in ihr zu einem optischen Nichts.“

### Außengelände
Im Süden vor der Halle sollte sich ein weiter Platz – umrahmt von Verwaltungsgebäuden – erstrecken (projektierter Adolf-Hitler-Platz). Die Platzumbauung sollte sich aus folgenden Gebäuden zusammensetzen: dem Führerpalast, dem Großdeutschen Reichstag, dem Reichstagsgebäude, dem Dienstgebäude des Oberkommandos der Wehrmacht und dem neuen Dienstgebäude der Reichskanzlei. Der Platz und seine Umbauung bildeten in den Plänen Albert Speers den nördlichen Höhepunkt der Nord-Süd-Achse. Schräg nordwestlich hinter dem Gebäude, auf der Nordseite der Spree, war ein 1200 m × 400 m großes Wasserbecken hin zum Nordbahnhof geplant, in dem sich der Kuppelbau spiegeln sollte, mit 15-mal größerer Wasserfläche als der Lincoln Memorial Reflecting Pool. Die Ähnlichkeit des Gesamtszenarios aus Kuppelgebäude, Wasserbecken und Ost-West-Achse zum Kapitol in der US-Hauptstadt Washington bestand wohl nicht rein zufällig, wobei deren Dimensionen ins Groteske übersteigert wurden.

### Mögliche baubedingte Probleme

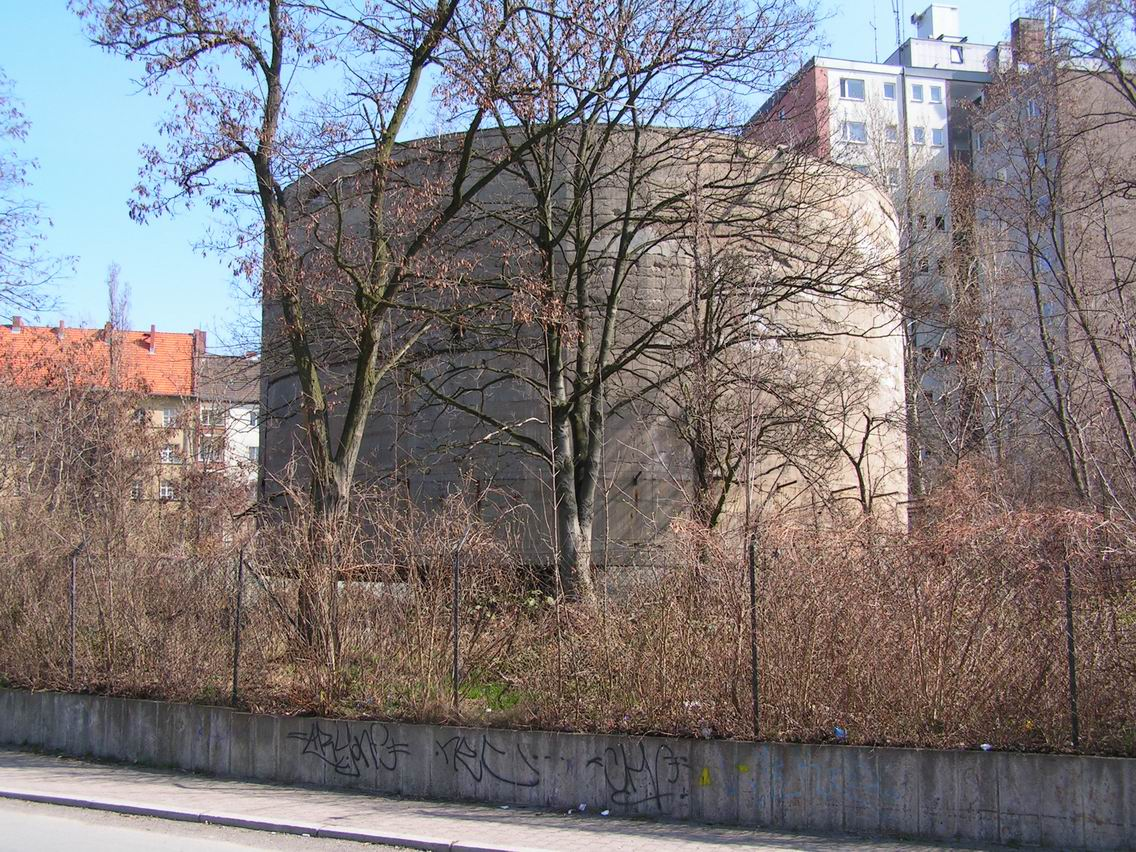
Schwerbelastungskörper in Tempelhof an der General-Pape-Straße Ecke Loewenhardtdamm

Noch bevor Bauvorhaben von solcher Dimension wie die Große Halle überhaupt begonnen werden konnten, musste eine Versuchsanlage zur Überprüfung der Tragfähigkeit des sandigen Berliner Bodens mithilfe eines Schwerbelastungskörpers geschaffen werden. Diese Konstruktion besteht aus einem 18 m hohen und 12.650 Tonnen wiegenden Betonzylinder, der auf einem schmalen Sockel ruht und so den hohen Druck auf den Untergrund simuliert, wie er beispielsweise auch durch den in Berlin geplanten Triumphbogen entstanden wäre. Durch langfristige Datenerfassungen am Sockel sollten mögliche Senkungen ermittelt werden. Die Messungen der Degebo begannen schon während des Betoniervorgangs und wurden bis zum 1. Juni 1944 fortgesetzt. Wegen der Folgen des Zweiten Weltkriegs und der Nachkriegsjahre wurden die Ergebnisse aber erst 1948 ausgewertet. Es stellte sich heraus, dass die Große Halle genauso wie der Triumphbogen unter den von Speer gestellten Bedingungen nur mit vorhergehender Verfestigung des Bodens hätte gebaut werden können. Der Zylinder war in zweieinhalb Jahren ab 1941 um 19,3 cm eingesunken und hatte schon während der Betonierarbeiten 3,5 cm Überhang bekommen. Die langfristigen Setzungen sind auf eine natürliche Verfestigung in der 5,2 m dicken Geschiebemergelschicht zurückzuführen.
Speer äußerte später die Befürchtung, dass der Atem der 180.000 Menschen kondensieren und als Wassertropfen zurückfallen könnte, was einem leichten Regen im Gebäude gleichgekommen wäre. Ähnliche Bedenken gab es später auch beim Vehicle Assembly Building am Kennedy Space Center in den USA.

## Heutige Situation
Heute befinden sich an der Stelle, an der die Große Halle entstehen sollte, das Bundeskanzleramt und der Spreebogenpark.

## Zitat
„Die große Halle soll so werden, dass die Peterskirche mit dem Platz davor darin verschwinden kann. Wir nehmen als Baustein Granit. Selbst die ältesten Findlinge aus Urgestein in der norddeutschen Ebene zeigen kaum einen Anflug von Verwitterung. Diese Bauten werden, wenn inzwischen nicht wieder das Meer die norddeutsche Ebene überspült, unverändert noch in zehntausend Jahren stehen!“

Mit seinen Ausführungen zu Granit lag Hitler falsch. Granit ist als grobkristalliner Plutonit aus stark unterschiedlich verwitterungsresistenten Mineralien nicht zwangsläufig besonders dauerhaft (→ Wollsackverwitterung). Prinzipiell ist ein Granit umso verwitterungsresistenter, je kleiner die Kristalle sind und je höher der Quarzanteil ist.
Granit wäre auch nicht der Baustoff der Großen Halle gewesen, sondern nur für die Verkleidung verwendet worden. Die Architektur im Nationalsozialismus – als deutsche Ausgestaltung des Stils des Neoklassizismus – verwendete Beton und Stahl, verkleidete dann mit Klinker und Granit, mehr aus optischen Gründen als wegen einer fraglichen Haltbarkeit.